# Епархия Сингиды
Епархия Сингиды (лат. Dioecesis Singidaensis) — епархия Римско-Католической церкви с центром в городе Сингида, Танзания. Епархия Сингиды входит в митрополию Додомы.

## История
25 марта 1972 года Святой Престол учредил епархию Сингиды, выделив её из епархий Додомы, Мбеи, Мбулу, а также  архиепархии Таборы. Первоначально епархия Сингиды входила в митрополию Таборы.
6 ноября 2014 года епархия Сингиды вошла в состав церковной провинции Додомы.

## Ординарии епархии
- епископ Bernard Mabula (1972 — 1999);
- епископ Desiderius Rwoma (1999 — 2013);
  - Sede Vacante (2013—2015);
- епископ Edward Mapunda (с 28 апреля 2015 года).